# جيجي لالبيكلوا
جيجي لالبيخلوا (بالإنجليزية: Jeje Lalpekhlua) (ولد في 7 يناير 1991) هو لاعب كرة قدم هندي. سجل الهدف الوحيد في فوز ضد أفغانستان في مرحلة المجموعات لكأس اتحاد جنوب آسيا لكرة القدم في بنغلاديش. واضطلع أيضا بدور حاسم في انتصار الهند ببطولة اتحاد جنوب آسيا 2011.

## روابط خارجية
- جيجي لالبيكلوا على موقع قاعدة بيانات كرة القدم.إي يو (الإنجليزية)
- جيجي لالبيكلوا على موقع ناشيونال فوتبول تيمز (الإنجليزية)
- جيجي لالبيكلوا على موقع Soccerway.com (الإنجليزية)
- جيجي لالبيكلوا على موقع عالم كرة القدم.نت (الإنجليزية)
- جيجي لالبيكلوا على موقع GSA (الإنجليزية)